# Haniska (Prešov)
|  | No s'ha de confondre amb Haniska (Košice). |

Haniska és un poble i municipi d'Eslovàquia. Es troba a la regió de Prešov, al nord del país. La primera referència escrita de la vila data del 1288.

## Demografia
| Godina             | 1994 | 2004    | 2014    | 2024    |
| ------------------ | ---- | ------- | ------- | ------- |
| Nombre de persones | 514  | 586     | 677     | 745     |
| Diferència         |      | +14,00% | +15,52% | +10,04% |

| Godina             | 2023 | 2024   |
| ------------------ | ---- | ------ |
| Nombre de persones | 734  | 745    |
| Diferència         |      | +1,49% |